# Inga polita
Inga polita är en ärtväxtart som beskrevs av Nathaniel Lord Britton och Ellsworth Paine Killip. Inga polita ingår i släktet Inga och familjen ärtväxter. IUCN kategoriserar arten globalt som livskraftig. Inga underarter finns listade i Catalogue of Life.